# Gunnera strigosa
Gunnera strigosa är en gunneraväxtart som först beskrevs av Thomas Kirk, och fick sitt nu gällande namn av John William Colenso. Gunnera strigosa ingår i släktet gunneror, och familjen gunneraväxter. Inga underarter finns listade.